# Pingdu
Pingdu (平度 ; pinyin : Píngdù) est une ville de la province du Shandong en Chine. C'est une ville-district placée sous la juridiction de la ville sous-provinciale de Qingdao.

## Démographie
La population du district était de 1 331 499 habitants en 1999.

## Personnalités
Le navigateur Jingkun Xu est né en 1989 dans le district, dans une famille du village de Dadeshan.